# 愛のメモリー (映画)
『愛のメモリー』（あいのメモリー、Obsession）は、1976年に公開されたアメリカ映画。アルフレッド・ヒッチコック監督の『めまい』へのオマージュが感じられる作品である。

## あらすじ
1959年、事業家のマイケルは結婚10週年を祝う晩餐会の夜、自宅に侵入した何者かに妻エリザベスと娘エイミーを誘拐され、身代金50万ドルを要求される。翌日身代金引き渡しの連絡を受け、マイケルは警察に通報を決意する。ブリー警部の助言にしたがい、誘拐犯たちの居所を突き止める工作を図るが、警察から逃走する誘拐犯の車が橋から転落し、車内にいた妻子は死んだと警察から聞かされる。マイケルはふたりのために妻と最初に出会った聖堂を模した墓を建てる。
1975年、共同経営者の友人ロバートと共にマイケルは商談も兼ねて、イタリアのフィレンツェに旅行する。妻との馴れ初めの聖堂で、死んだ妻エリザベスに生き写しの女性サンドラと出会う。数日の間に彼らは惹かれ合い、病床にいたサンドラの母マリアの死を機に婚約し、アメリカに帰国する。結婚の準備を進めるが、また十数年前の誘拐事件を繰り返すようにサンドラが誘拐されてしまう。しかし、二つの誘拐事件の陰には身近な人間の悪意に満ちた意図があった。

## キャスト
| 役名                     | 俳優                               | 日本語吹替                                    |
| 役名                     | 俳優                               | 日本テレビ版                                  |
| ------------------------ | ---------------------------------- | --------------------------------------------- |
| マイケル・コートランド   | クリフ・ロバートソン               | 寺田誠                                        |
| サンドラ・ポルティナリ   | ジュヌヴィエーヴ・ビュジョルド     | 小野洋子                                      |
| エリザベス・コートランド | ジュヌヴィエーヴ・ビュジョルド     | 渡辺知子                                      |
| ロバート・ラッセル       | ジョン・リスゴー                   | 仁内達之                                      |
| エイミー・コートランド   | ワンダ・ブラックマン               | 渕崎ゆり子                                    |
| 家政婦ジュディ           | シルヴィア・クーンバ・ウィリアムズ | 尾崎桂子                                      |
| ブリ―警部                | スタンリー・J・レイズ              | 藤本譲                                        |
| 不明 その他              |                                    | 亀井三郎 東富士郎 松岡文雄 城山堅             |
|                          |                                    |                                               |
| 演出                     | 演出                               | 長野武二郎                                    |
| 翻訳                     | 翻訳                               | 古田由紀子                                    |
| 効果                     |                                    |                                               |
| 調整                     |                                    |                                               |
| 制作                     | 制作                               | コスモプロモーション                          |
| 解説                     |                                    |                                               |
| 初回放送                 | 初回放送                           | 1981年2月21日 『土曜映画劇場』（14:30-16:00） |

※日本語吹替はBDに収録（正味約70分）。